# Università di Paderborn
L'Università di Paderborn venne fondata nel 1972 a Paderborn in Germania. A dicembre 2016 sono stati contati 20.308 studenti iscritti. Offre agli studenti 62 diversi corsi di laurea.

## Storia
L'esistenza di una scuola cattedrale carolingia può essere datata all'VIII secolo.
Nel 1614 Dietrich von Fürstenberg fondò a Paderborn la più antica università della Westfalia. Qui insegnò Friedrich Spee, autore del trattato Cautio Criminalis sul tema della caccia alle streghe. Il dipartimento di studi teologici, tra i più antichi dell'ateneo, è rimasto attivo nel XII secolo.
Nel 1790 Franz Egon von Fürstenberg, principe-vescovo di Hildesheim e e Paderborn, decretò la trasformazione dell'università in una scuola normale per la formazione del corpo docente delle scuole primarie e secondarie della Germania. Il regolamento ricalcava quello della scuola normale di Münster, fondata da sua fratello Franz von Fürstenberg.

Nel dicembre 1946 nacque a Paderborn l'Pädagogische Akademie für Lehrerbildung (Accademia pedagogica per la formazione dei docenti), che nel 1962 fu convertita in una Hochschule. Tre anni più tardi, quest'ultima divenne uno dei dipartimentoio della Pädagogische Hochschule Westfalen-Lippe (Hochschule pedagogica di Westfalen-Lippe).
Nel 1846 era stata istituita la Ingenieurschule für Bauwesen (Scuola di ingegneria per l'edilizia), la prima scuola prussiana di formazione di arti e mestieri nel settore edilizio. In continuità con questa tradizione, nel 1963 Paderborn fu la prima università tedesca a introdurre l'insegnamento dell'ingegneria meccanica, dell'ingegneria di processo e dell'ingegneria elettrica. Corsi analoghi erano erogati anche nelle sedi distaccate di Soest e di Meschede il cui corso di ingegneria meccanica ottenne l'autonomia nel 1968.
Il 10 agosto 1972 diverse università della zona furono aggregate per formare un polo tecnologico, voluto da Ellen Rost, da Helmar Gunter Frank e dall'imprenditore Heinz Nixdorf che sostenne la crescita dell'ateneo come centro di ricerca informatica a livello internazionale.
Le attività di ricerca orbitavano intorno all'Heinz Nixdorf Institut, che nel marzo 1988 registrò il dominio Internet uni-paderborn.de, uno dei primi sei registrati in Germania.
All'Università di Paderborn si formarono molteplici vincitori del Gottfried Wilhelm Leibniz Prize. Nell'aprile 2002, acquisì una visibilità mondiale quando il matematico Preda Mihăilescu riuscì a dimostrare la congettura di Catalan, e in particolare che 23=8 e 32=9 erano le uniche soluzioni esatte possibili la cui differenza era pari all'unità.
Dai primi anni Duemila, l'università ospitò il centro di coordinamento e una cattedra di ricerca collegati alla definizione del Patrimonio Mondiale dell'UNESCO. 
Nell'ottobre 2004 l'Università di Paderborn ricevette il Big Brother Awards, a causa della massiccia installazione di telecamere e di impianti di videosorveglianza nelle aule didattiche e in quelle informatiche.

Il 25 aprile 2007 fu la prima università della Renania settentrionale-Vestfalia ad eleggere un Hochschulrat, un direttivo esterno che aveva il diritto di deliberare sul futuro della didattica e della ricerca accademica in base alla legge Hochschulfreiheitsgesetz del 30 maggio 2006.
Nel 2008 il Premio Innovazione dello Stato della Renania settentrionale-Vestfalia fu assegnato Reinhold Noé e Ulrich Rückert, professori a Paderborn, a motivo delle loro ricerche sulle tecnologie di comunicazione ottica.
Il 29 ottobre 2009 gli studenti manifestarono contro la politica di informazione poco o nulla trasparente da parte della dirigenza universitaria.
A partire dal novembre 2009, L’UniCo, la radio interna dell'ateneo, ha iniziato a trasmettere nella banda di frequenza 89.4 MHz FM, ricevibile dalla città circostante.
Il 19 dicembre 2016, la Facoltà di Studi Culturali dell'Università di Paderborn conferì un dottorato onorario all'allora ministro degli esteri federale Frank-Walter Steinmeier per la sua attività di promozione degli istituti stranieri tedeschi e del patrimonio mondiale dell'UNESCO, nonché per il suo costante spendersi nel dialogo interculturale. 

Nel 2017 un altro dottorato onorario fu assegnato all'informatica austriaca Christiane Floyd da parte della Facoltà di Ingegneria Elettrica, Informatica e Matematica dell'Università di Paderborn per il suo impegno a favore promozione delle giovani laureate nel campo degli studi informatici e per il supporto alle aree rurali dei Paesi in via di sviluppo.
Ogni tre anni, l'Università di Paderborn assegna il Premio Margarete Schrader per la letteratura. Paderborn gestisce la Facoltà di Tecnologia sino-tedesca insieme all'Università di Scienze e Tecnologie di Qingdao.